# (−)-α-Bisabolol
(−)-α-Bisabolol (synonym: Levomenol) bezeichnet eine chemische Verbindung aus der Reihe der isomeren Bisabolole. Es handelt sich um einen monocyclischen Sesquiterpen-Alkohol.

## Natürliches Vorkommen

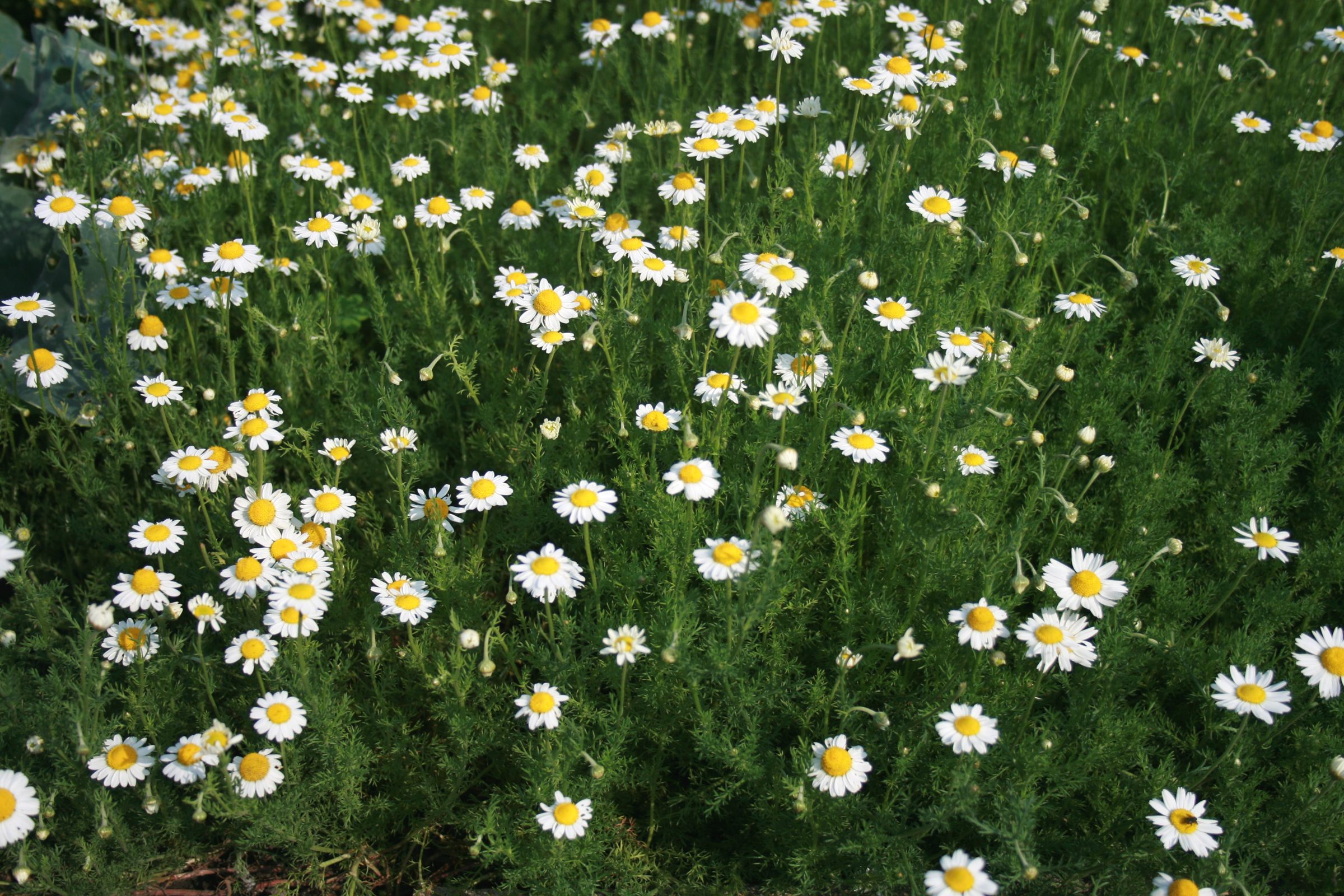
Römische Kamille (Chamaemelum nobile)

(−)-α-Bisabolol ist Hauptbestandteil des Kamillenöls, das aus der traditionell als Heilpflanze verwendeten Echten Kamille (Matricaria chamomilla) gewonnen wird.
Die ursprünglich aus Spanien stammende Manzana-Kamille, eine Zuchtform, enthält besonders große Mengen an Bisabolol (bis zu 45 % des ätherischen Öls) und wird deshalb mittlerweile auch in Ländern wie Frankreich, Deutschland und den USA angebaut. Daneben kann α-Bisabolol unter anderem in Gemeiner Schafgarbe (Achillea millefolium), Sideritis mugronensis, Helmkräutern (Scutellaria parvula), Basilikum (Ocimum basilicum), Breitblättrigem Lavendel (Lavandula latifolia) und Alpen-Steinquendel (Acinos alpinus), gefunden werden.
Auch das von Bienen hergestellte Propolis kann beträchtliche Mengen Bisabolol – bis zu ca. 20 % in chinesischem/mongolischem Propolis – enthalten.

## Synthese
Enantiomerenreines (−)-α-Bisabolol wird üblicherweise aus natürlichen Quellen gewonnen, gleichwohl sind Syntheserouten zu (−)-α-Bisabolol bekannt; diese gehen häufig von Nerolidol aus.
Racemisches α-Bisabolol, das ebenfalls Verwendung findet, ist meist synthetischen Ursprungs.

## Analytik
Zur zuverlässigen qualitativen und quantitativen Bestimmung von (−)-α-Bisabolol kann die Kopplung der Gaschromatographie mit der Massenspektrometrie nach adäquater Probenvorbereitung eingesetzt werden. Auch die Anwendung der HPLC kann zur sicheren Identifizierung der Inhaltsstoffe in Pflanzenmaterial dienen.
Unter Einsatz der Dampfraumanalyse eignen sich diese Verfahren auch zum Nachweis in verschiedenen Körperflüssigkeiten wie z. B. Blut, Urin oder auch Gewebeproben und Faeces.

## Eigenschaften
(−)-α-Bisabolol ist eine farblose bis schwach gelbliche, viskose Flüssigkeit, die unlöslich in Wasser, aber leicht löslich in Alkoholen und Ölen ist. Ihr Geruch wird als schwach blumig-süßlich beschrieben.

## Wirkung und Verwendung
Bisabolol wirkt entzündungshemmend auf Haut und Schleimhäute, es wird zur Hautregeneration und Wundheilung beispielsweise nach Verbrennungen oder Sonnenbrand verwendet.
Diese Wirkungen wurden sowohl für den enantiomerenreinen Naturstoff wie auch für das synthetisch zugängliche Racemat beschrieben.